# Josh Rutledge
Joshua Alan Rutledge (Birmingham, 21 aprile 1989) è un giocatore di baseball statunitense che gioca come interno. Free agent dal 27 giugno 2018..

## Carriera
Rutledge fu selezionato nel terzo turno del draft 2010 dai Colorado Rockies. Debuttò nella MLB il 13 luglio 2012, al Coors Field di Denver contro i Philadelphia Phillies. Negli anni passati con i Rockies, Rutledge giocò principalmente come interbase e seconda base. 
L'11 dicembre 2014 i Rockies scambiarono Rutledge con i Los Angeles Angels in cambio del lanciatore Jairo Díaz.
Il 27 luglio 2015 gli Angels scambiarono Rutledge con i Boston Red Sox, in cambio di una somma in denaro e del giocatore Shane Victorino. Divenne free agent al termine della stagione 2017. Con i Red Sox venne impiegato nel maggior numero di casi come terza base e seconda base.
Il 25 gennaio 2018, Rutledge firmò un contratto di minor league con i San Francisco Giants. Il 27 giugno fu svincolato dalla franchigia.